# Elín Ortiz
Elín Ortiz (* 14. Dezember 1934 in Ponce; † 12. Juni 2016 in Miami) war ein puerto-ricanischer Fernsehproduzent und Schauspieler.

## Werdegang
Ortiz studierte an der University of Puerto Rico Geschichte mit Schwerpunkt auf der Theatergeschichte. Nach dem Studium arbeitete er beim Rundfunksender WIPR als Autor, Regisseur und Darsteller in Programmen wie De mi ayer.  Später übernahm er auch kleine Rollen in Telenovelas. Als eine der Hauptfiguren der Sendung La taberna India wurde er 1961 einem größeren Fernsehpublikum bekannt. Zur gleichen Zeit gründete er mit Myrna Vázquez, Marcos Betancourt, Jacobo Morales und Alicia Moreda die Theatergruppe El Cerní.
Mitte der 1960er Jahre führte die Gruppe El Cerní das Stück El fabricante de deudas von Salazar Bondi auf, in dem Orziz die Rolle des Fabrikanten Obedot übernahm. Weiterhin spielte er den Don Goyito in Bienvenido Don Goyito, den Don Críspulo in La Cuarterona, den Alfonso in El Cuervo und in El baúl de los disfraces den Cheíto Bugalú. An der Filmproduktion Luna de miel en Puerto Rico war er als Koproduzent und Schauspieler beteiligt.
1969 war er Mitproduzent der Show de Varilla, an der Iris Chacón mitwirkte, die in von ihm produzierten Fernsehsendungen zum Star wurde. Mit ihr war er bis 1975 verheiratet. Später begann er die junge Sängerin und Schauspielerin Charytín Goyco zu fördern, die unter dem Bühnennamen Charytín bekannt wurde. Mit ihr war er ab 1978 verheiratet. Ihre gemeinsamen Kinder sind die Schauspieler Shalim Ortiz und Sharinna Allan und der Kameramann Alexander Goyco.
Ortiz war auch als Sänger und Sänger und Comedian im Fernsehen erfolgreich und gewann mit dem Special Las rosas blancas in den USA einen Peabody Award. Daneben produzierte er politische Satireprogramme wie Qué pueblito und El pueblito nius. In den 1990er Jahren lebte er einige Jahre in den USA und machte dort Programme für das spanischsprachige Fernsehprogramm. 1998 realisierte er ein Satireprogramm für das Radioprogramm von Telemundo in Puerto Rico. Ortiz litt in den letzten Jahren an Diabetes und an der Alzheimer-Krankheit. Er starb mit fast 81 Jahren.